# Носуля, Николай Васильевич
Николай Васильевич Носуля (1926 — 20 января 1945) — командир отделения 1006-го стрелкового полка 266-й стрелковой дивизии 5-й ударной армии 1-го Белорусского фронта, сержант, Герой Советского Союза.

## Биография
Родился в 1926 году в Алексеево-Дружковке. Украинец.
Окончил 7 классов.
С начала войны находился на временно оккупированной врагом территории. Принимал участие в борьбе с немецкими войсками. В Красной Армии с 1943 года. Участник Великой Отечественной войны с мая 1944 года.
Героически погиб на польской земле во время атаки, закрыв телом амбразуру вражеского дзота.
Похоронен на мемориальном кладбище в столице Польши — городе Варшаве.

## Награды
- Указом Президиума Верховного Совета СССР от 24 марта 1945 года за образцовое выполнение боевых заданий командования на фронте борьбы с немецко-фашистским захватчиками и проявленные при этом мужество и героизм сержанту Носуле Николаю Васильевичу посмертно присвоено звание Героя Советского Союза.
- Награждён орденом Ленина.

## Память
- Приказом министра Обороны СССР от 3 февраля 1949 года Герой Советского Союза Н. В. Носуля навечно зачислен в списки личного состава родной роты.
- В 1967 году в Алексеево-Дружковке был установлен памятник Н. В. Носуле (автор — Изболдин).
- Имя Героя носят улицы в городе Коло (Польша), в городе Донецке, в поселке городского типа Алексеево-Дружковка Донецкой области Украины.
- У школы № 14 посёлка городского типа Алексеево-Дружковка установлен бюст Николая Носули, на здании школы — мемориальная доска. В школе была пионерская дружина, которая носила его имя.
- В посёлке городского типа Алексеево-Дружковка спортсмены оспаривают приз имени Николая Носули.